# Yangwang

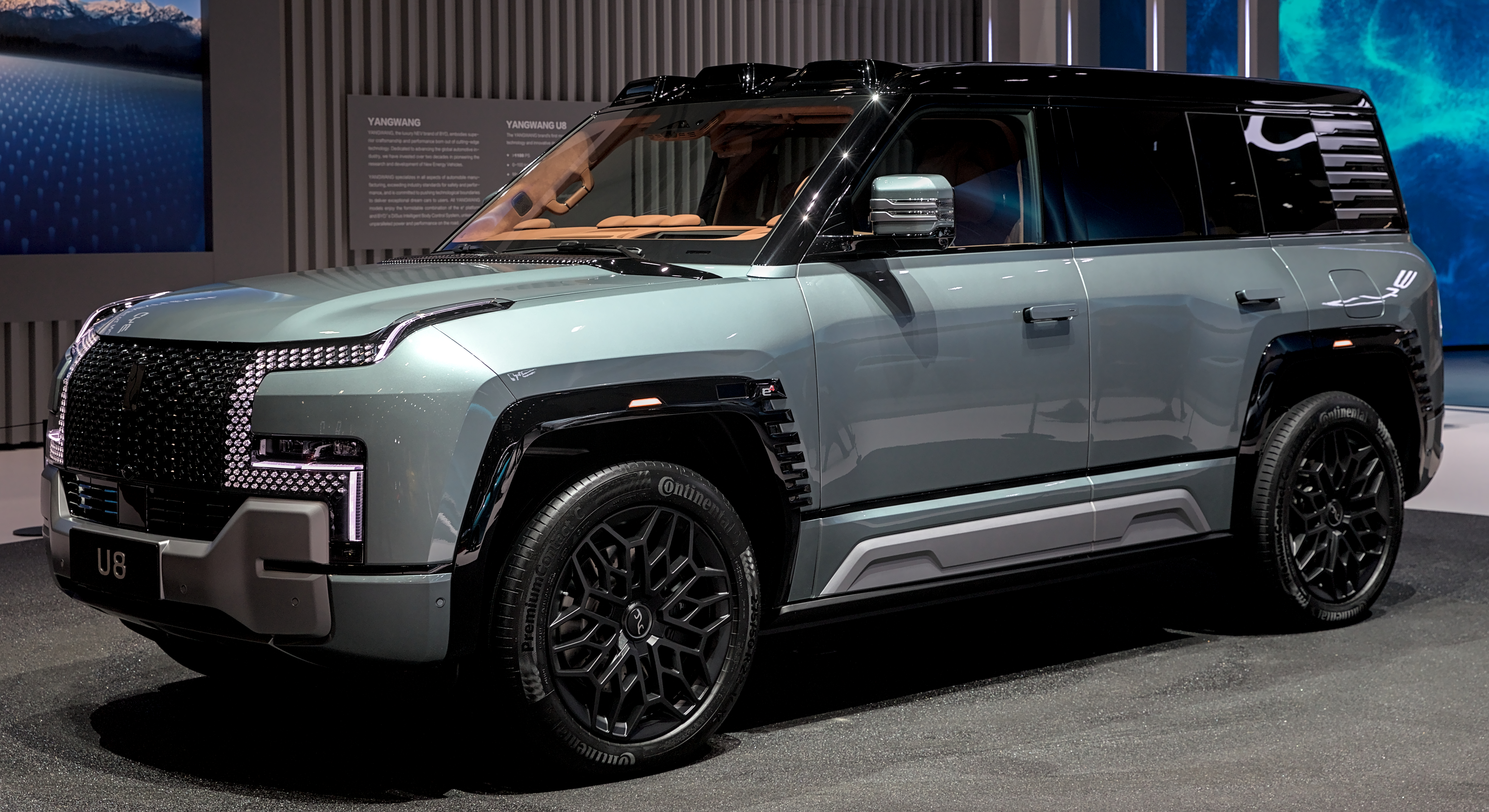
Yangwang U8

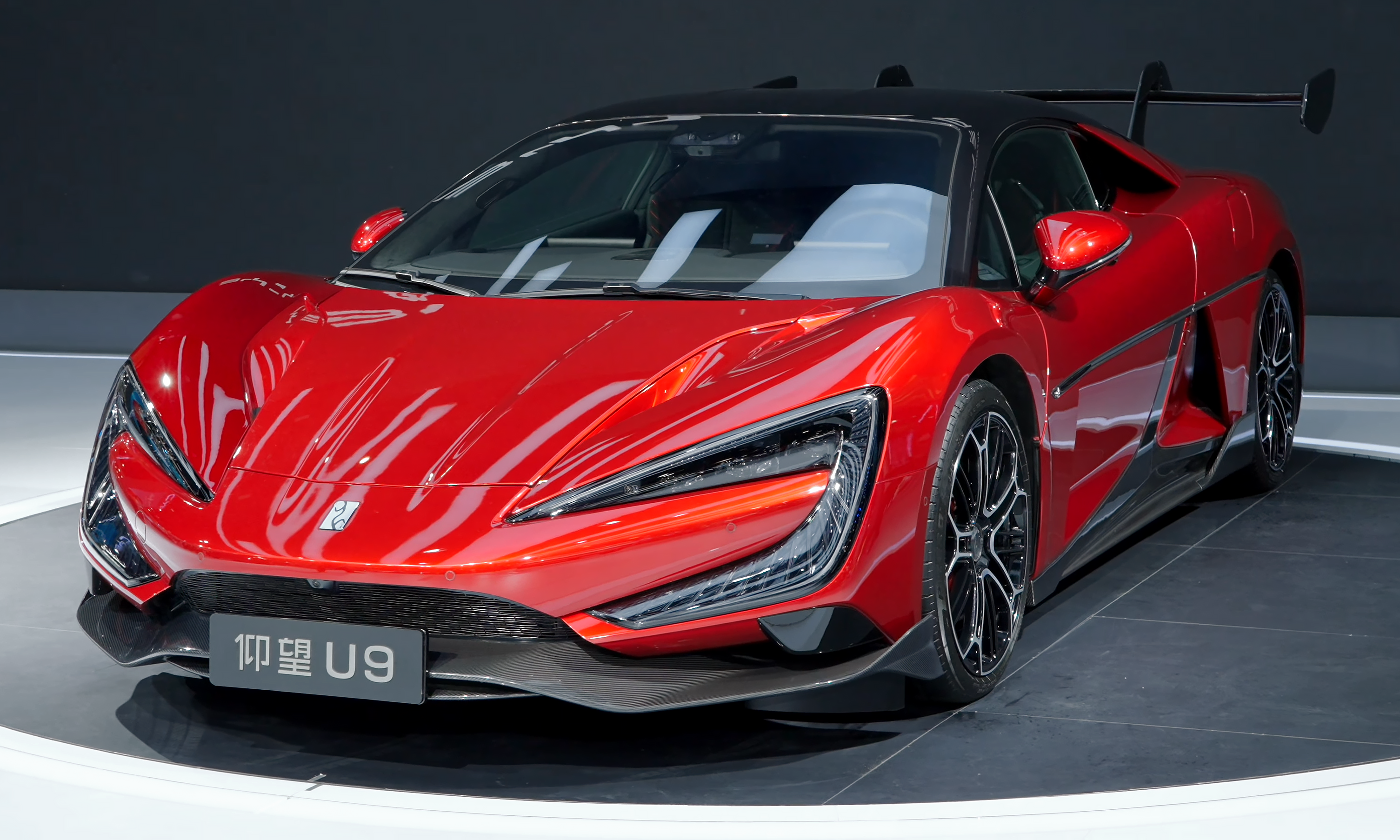
Yangwang U9

Yangwang (chiń. upr. 仰望) – chiński producent elektrycznych samochodów osobowych, z siedzibą w Shenzhen, działający od 2023 roku. Należy do chińskiego koncernu BYD Auto.

## Historia
W listopadzie 2022 roku chiński koncern BYD Auto zapowiedział poszerzenie swojego portfolio o drugą markę, Yangwang, czerpiąc swoją nazwę z chińskiego słowa na sformułowanie „patrzeć do góry”. Miesiąc później przedstawiono logotyp, umieszczający na planie pionowego prostokąta symbol błyskawicy nawiązujący stylem do starożytnego pisma chińskiego na kościach wróżebnych. Oficjalna premiera marki Yangwang miała miejsce na początku stycznia 2023, kiedy to firma zainaugurowała swoją obecność rynkową równoległą prezentacją dwóch pierwszych produktów. Zarówno Yangwang U8, jak i Yangwang U9 wyróżniły się rozbudowaną technologią obejmującą m.in. system tzw. „tank turn”, pozwalając wykonać obrót wokół własnej osi na wzór czołgów, demonstrując te parametry w towarzystwie prezesa BYD Company – Wanga Chuanfu.
W pierwszej kolejności do sprzedaży, z ograniczeniem do wewnętrznego rynku chińskiego, trafił duży SUV U8. Zbieranie zamówień na pojazd uruchomiono w kwietniu 2023, akcentując znajdowanie się wśród rozwiązań technologicznych nie tylko system obracania się w miejscu, ale i dryfowania w wodzie przez 30 minut z prędkością do 3 km/h. Seryjna produkcja w zakładach BYD Auto w Xi’an rozpoczęła się w listopadzie 2023, w tym samym miesiącu przechodząc do dostaw pierwszych sztuk do klientów. Na początu 2024 roku Yangwang U8 został przedstawiony także europejskiej publiczności, wskazując na plany uruchomienia sprzedaży w tym regionie jako pierwszym poza Chinami. 
W lutym 2024 miała miejsce rynkowa premiera drugiego produktu Yangwang w postaci w pełni elektrycznego hipersamochodu U9, trafiając do dystrybucji ponad rok po premierze w cenie ponad 1,6 miliona juanów za podstawowy wariant. W kwietniu tego samego roku Yangwang poszerzył swoje portfolio o trzeci samochód, tym razem w postaci klasycznego, dużego samochodu osobowego. Limuzyna U7 miała swoją premierę na międzynarodowych targach samochodowych w Pekinie, tym razem podkreślając jego właściwości aeordynamiczne.

## Modele samochodów

### Obecnie produkowane

#### Samochody osobowe
- U7

#### SUV-y
- U8

#### Hipersamochody
- U9